# 苦荞麦
苦荞麦（学名：Fagopyrum tataricum），又名韃靼蕎麥，为蓼科荞麦属下的一个种。與普通蕎麥一樣全株植物均含有芸香苷，但含量更為豐富。

## 扩展阅读
- 維基物種上的相關：苦荞麦